# Hakea repullulans
Hakea repullulans är en tvåhjärtbladig växtart som beskrevs av H.M. Lee. Hakea repullulans ingår i släktet Hakea och familjen Proteaceae. Inga underarter finns listade i Catalogue of Life.